# Gustavo Bassani
Gustavo Bassani (Tristán Suárez, 30 de janeiro de 1983) é um ator argentino. Ele é mais conhecido por seus papeis em Iosi, O Espião Arrependido (2022), Señales del fin del mundo (2013) e Argentina, tierra de amor y venganza (2019).

## Biografia
Gustavo Bassani nasceu em Tristán Suárez, onde morou até o fim do ensino médio. Aos 20 anos mudou-se com a família para Buenos Aires. Começou a estudar Ciência Política na Universidade de Buenos Aires. Trabalhou em uma empresa de turismo. Foi nessa época que começou estudar teatro. O seu primeiro papel de destaque foi na série de televisão  Iosi, O Espião Arrependido (2022) do Prime Video, pelo qual ele foi indicado ao prêmio de Melhor Ator no 51° International Emmy Award.

## Vida pessoal
Gustavo Bassani mantém um relacionamento com Johana Copes, filha do famoso dançarino de tango Juan Carlos Copes.

## Filmografia
- 2022: Iosi, O Espião Arrependido ... Iosi Peres
- 2021: Passaporte para Liberdade ...
- 2020: Separadas ... Agustín
- 2019: Argentina, tierra de amor y venganza ... Policial
- 2013: Señales del fin del mundo ...
- 2006: Sos mi vida (2006) ...

## Prêmios e indicações
| Ano  | Prêmio                        | Categoria   | Trabalho                   | Resultado |
| 2023 | 51º Emmy International Awards | Melhor Ator | Iosi, o espião arrependido | Indicado  |